# Torymus scaposus
Torymus scaposus is een vliesvleugelig insect uit de familie Torymidae. De wetenschappelijke naam is voor het eerst geldig gepubliceerd in 1876 door Thomson.